# Aszkézis
Az aszkézis (görög ἄσκησις = gyakorlás) az emberi természet alacsonyabb rendűnek tekintett erőinek, vágyainak módszeres megfékezése, visszaszorítása a lélek tökéletesedésének reményében. A világvallásokban mind fellelhető a fokozott önmegtartóztatás módszere (buddhizmus, dzsainizmus, hinduizmus, iszlám, kereszténység), de bizalmatlan vele szemben az iszlám és a judaizmus, mert úgy vélik, hogy az aszkézis könnyen tagadhatja az isteni teremtés jóságát. 

## Jelentésének kialakulása
Az ókori a görögök (Platón, Thuküdidész, Xenophón) a szót még testgyakorlás, gimnasztika és atlétika értelemben is használták, de már ebben az időben feltűnt a kifejezés átvitt értelme: erkölcsi és értelmi erőfeszítés a bölcsesség és az erény megszerzéséért (az előbbiek mellett Iszokratész, Démoszthenész, szofisták, cinikusok, sztoikusok); végül — főként Philónnál megjelent a szó „vallásgyakorlat” értelme is.

## A kereszténységben
A szó a Szentírásban egyszer fordul elő; ehelyett rokon fogalmai számtalanszor, például a böjt (az Ószövetségben gyakran: önsanyargatás), az önmegtagadás és a virrasztás.
Az egyházi irodalomban a 3. században Alexandriai Kelemen és Órigenész honosította meg.

### Természete
A keresztény aszkézis a hitből fakadó életmód: módszeres és fokozatosan növekvő erőfeszítés az erények megszerzéséért Krisztus követésében. Kemény és következetes küzdelem, aminek célja a tökéletes és bensőséges hasonulás Krisztussal. A szó szoros értelmében vett aszkézis negatív oldala a „lelki harc”, pozitív oldala pedig a közeledés Istenhez.
Jellemzői:
- A kegyelem forrásától, Istentől ered, és mindenek végső céljához, Istenhez tart — ez különbözteti meg a sztoikus, pelagiánus stb. „világi típusú” aszkézisektől.
- Személyes, eleven, célratörő tevékenység — ez különbözteti meg az ókori vallások külsődleges, mágikus, babonás aszkéziseitől.
- A mintája Krisztus, aki példájával belülről határozza meg tartalmát, szándéka szerint ezzel igazolja a szenvedés iránti vágy ellentmondásosságát.
- Alapvető és tévedhetetlen szabályozójának a katolikus egyház tekintélyét fogadja el.

Keresztény szakírók az aszkézist az erkölcsi élet alapfeltételének tekintik, mert úgy vélik, hogy az áteredő bűn megfosztotta akaratunkat az érzéki rész fölötti teljes uralomtól. A test és lélek ellentétét tovább élezik a személyes bűnök és a belőlük fakadó víciumok — tehát az erényeket, állandóan fejlődő, természetfölötti erkölcsiségünket nem születésünkkel kapjuk, hanem meg kell harcolnunk értük. Szent Pál drámai módon írja le a test és a lélek harcát, amiben az ember fájdalmak közepette veti le magáról a „bűn testét” és ölti magára a Krisztus szerinti új embert. A kereszténynek készen kell állnia a harcra, mint a fegyverbe öltözött katonának vagy a sokat edzett atlétának. Folyamatos lemondással kell tökéletesednie, hogy hasonlóvá válhasson Krisztushoz, aki ezt kifejezetten parancsolta.

### Eszközei
A kereszténységben két fajtáját különböztetik meg:
- belső (a léleknek szóló) aszkézis és
- külső (az érzékeknek szóló) aszkézis.

A külső aszkézis fő eszköze az önmegtagadás (mortificatio), aminek része egyebek közt:
- a böjt,
- tartózkodás bizonyos ételektől és italoktól,
- lemondás a világi javakról
- a virrasztás és
- vezeklés, például a ciliciummal, vezeklőövvel, ostorral stb.

A szív tisztulásában nagy szerepe lehet az evangéliumi tanácsoknak, a magánynak és a csendnek. Krisztus szerint a földi javak önmagukban nem rosszak, de követőitől megkívánja a teljes függetlenségre törekvést, az evangélium hirdetőitől pedig a kemény életet és a teljes szegénységet.
A belső aszkézis eszközei az alázat és az imádság. Az alázatosság oltja ki az önszeretetet, állítja helyébe fokozatosan az öngyűlölettel a teljes istenre hagyatkozást és a lelki gyermekséget; kiirtja a gőgből fakadó víciumokat, főként a dicsőség- és uralomvágyat. Belőle fakad az az engedelmesség, amely az önelégültség helyébe kialakítja az önmegvetést és az Isten akarata iránti teljes odaadást. Az imádság indítja el a lelket a kontempláció felé. Közvetlenül kapcsolódik hozzá a lelkiismeret-vizsgálat.

### Formái
A keresztény aszkézis legjellegzetesebb formái a vértanúság, a szüzesség, a szerzetesség.
Az egyház első három századában szinte kizárólagos eszmény volt a vértanúság: a vértanút tekintették a szenvedő Krisztus képmásának, tökéletes tanítványának.
Az apostoli tevékenységgel társult szüzességnek a 3-4. századtól van bőséges irodalma.
A szerzetesség mindkét formája (remeteség és kolostori élet) a szentek aszkétikus tapasztalataira épül. A regula a megszentelődés szolgálatába állítja az aszkézis minden eszközét a fizikai munkától a magányon át a vezeklésig, a liturgiától és kontemplatív imádságtól az apostoli életig. A szerzetes élet alapjai a három fogadalommal vállalt evangéliumi tanácsok, valamint az imádsággal és önmegtagadással megteremtett közös élet.
Az egyház valamennyi hívét aszkétikus életre szólítja a böjtöléssel, az imádsággal, az önmegtartóztatással. Az aszkétikus nevelés azonban személyre szóló — a gyóntatók és lelki vezetők irányítása mellett az egyes lelkeknek megfelelő gyakorlatokkal és módszerekkel.

### Történelem
A Biblia Ószövetségében már találunk aszketikus utasításokat (pl. böjt), a különleges eset a szexuális önmegtartóztatás volt, amely elsődlegesen nem az önuralom, hanem a kultikus tisztaság szolgálatban állt. Az Újszövetségben Jézus Krisztus azt kérte a követőitől, hogy Isten országáért vállalják a lemondást és tartózkodjanak az e világi dolgoktól.
Jézus korában többek közt az esszénusok éltek szigorú önmegtartóztató életet, de Keresztelő János követői és a farizeusok is gyakran böjtöltek. Az apostolok írásaiban is lemondásra intő tanácsokkal találkozunk, amelyek Jézus visszatértének és Isten országának közeli beteljesülésének jegyében álltak.
A keresztény aszkézist a kezdetektől fenyegette a torzulás veszélye: a világ megvetése, menekülés a világtól, hűtlenség a világ iránti felelősségvállaláshoz, a túlvilági jutalomba vetett remény a lemondások fejében.
A 2. századtól a montanizmus követői (a házastárs halála utáni) második házasságot eltiltották, szigorú és hosszú böjtöket rendeltek el. Komoly életvitelük Tertullianust is meghódította.
A gnoszticizmus és a manicheizmus hívei is elvetették a házasságot, szüzességben, hús- és bortilalomban éltek. Nézeteik később újabb mozgalmakban jelentkeztek.
Az ún sivatagi atyák és követőik 3. századtól az egyiptomi sivatagba vonultak vissza aszkéta életet élve. Remete Szt Antal (251–356) példáját követve megteremtették a keresztény szerzetesség alapjait. A kereszténység 4. századi győzelme után az aszkézis a szerzetesi mozgalomban élt tovább.
Számos szerző lépett fel az aszkézis, különösen a szüzesség ellenségeként, így a 4. században: Elvidius, Jovinianus, Vigilantius. 431-ben az epheszoszi zsinat a messzaliánusok aszkézisét ítélte el.
A középkorban a manicheusok aszketizmusa az albigensek nézeteiben jelent meg újra. A valdiak (valdensek) tökéletes szegénységet követeltek, a flagellánsok nyilvánosan is ostorozták magukat.
A keresztény aszkézis életideáljával a reneszánsz valláskritika szállt szembe. A reformáció is elvetette az aszkézis érdemszerző voltát, de például Kálvin minden követőjére szerzetesi fegyelmet rótt. Idővel egyes protestáns irányzatokban (például a metodistáknál) újjáéledtek az aszkézis bizonyos formái.

## Iszlám
Az iszlámban az aszkézisnek és a világtól elforduló hangulatnak a hordozói néhány bölcs és a köréjük csoportosult, azonos törekvésű közösségek voltak: néhány szúfi szekta, továbbá a dervisek (perzsa szó: koldusok) vagy a fakírok (arab szó: szegények).

## Hinduizmus

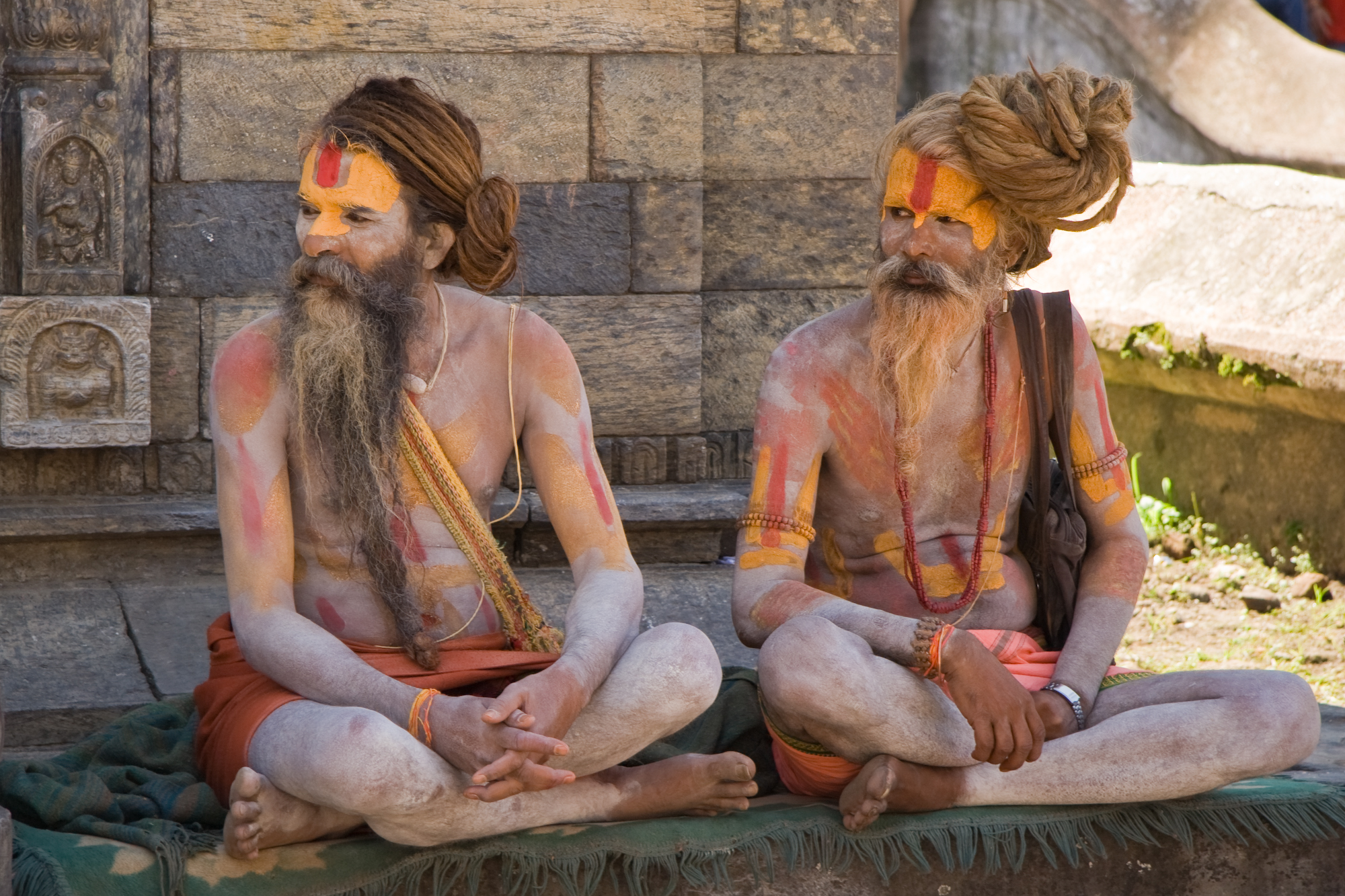
Hindu szádhuk

A hinduizmusban és az ind eredetű jógában a jama és nijama előírásai között találhatunk önmegtartóztatásra felszólító előírásokat, például brahmacsarja (szüzesség), aparigraha (anyagi lemondás), tapasz (önmegtagadás).
A hindu életvitel négy alapvető korszakra (ásrama) tagolódik, valamennyit az önfegyelem jellemzi, és csúcspontja a teljes lemondás (szannjásza). A szannjászi a lemondott ember, aki életét kizárólag a magas minőségű és szent célok érdekében tartja fenn.

## Dzsainizmus
A dzsaina rendszer mozgatóerejét lényegében az aszkézis vállalása biztosítja. Akik már megfelelő módon előrehaladtak a dzsíva (az egyén) karmájának legyőzésében, beavatásban részesülnek (díksá), és leteszik az öt nagy fogadalmat (ahimsza, szatja, asztéja, brahmacsarja, aparigraha). 
Régen a dzsaina aszkétáknak meghatározott időközönként ki kellett tépkedniük a hajukat. A szentiratok szerint ugyanis Mahávíra, amikor elvonult a világtól, öt csomóban tövestül tépte ki a haját. Napjainkban a szerzetesi beavatás során általában borotvával vágják kopaszra a fejet, csak öt kisebb tincset távolítanak el kézzel. 
Az aszkéták életük nagy részét vándorlással töltik. Lemondási fogadalmuk jegyében mindkét dzsain irányzat aszkétáinak tilos lábbelit viselniük. A fogadalom még számos egyéb szabályt is magában foglal, pl. tilos ételt főzniük, növényt termeszteniük és nem mosakodhatnak folyóvízben. Napjainkban ezért a szerzetesek nedves ruhákkal tisztálkodnak, de a régi időkben meglehetősen piszkosak voltak. 

## Buddhizmus
Gautama Sziddhártha (a későbbi Buddha) sok évi aszkézis és meditáció után fedezte fel a szélsőségektől mentes középutat miközben a bódhifa alatt elérte a megvilágosodás (Buddhaság) szintjét. Ezután úgy vélte, hogy a szélsőséges aszkéta gyakorlatok hátráltatják a kívánt cél elérését, ezért kritikával illette korának aszketikus mozgalmait. Bár követőinek megtiltotta a szélsőséges gyakorlatokat, engedélyezett tizenkét mérsékelten aszketikus önmegtagadási formát (dhutanga). Ezek a gyakorlatok ma például a théraváda buddhizmus thai erdei hagyományában figyelhetők meg. A Viszuddhimagga 11-ben tizenhárom önmegtagadási forma van felsorolva.
A nekkhamma magyar fordítása "lemondás" vagy "lemondás öröme", de átvitt értelemben az jelenti, hogy „felhagyni a világi élettel és szent életet folytatni”, amely „mentes a kéjtől, a sóvárgástól és a vágyaktól”.

## A világi aszkézis
A modern nyugati ember számára a szigorú önfegyelmezés és aszkézis elvesztette jelentőségét. Ha még hozzá vallásos értelmezésben tekinti az ilyesmit, hajlandó nevetséges, idejétmúlt ostobaságnak tekinteni. Pedig a modern életben is vannak célok, amelyek elérése önfegyelmezést, önmegtagadást követel. Az élsportolók versenyzői készek lemondani megszokott élvezeteikről és a legnagyobb önmegtagadással teszik ezt, hogy a kitűzött célt elérjék. Kevesen gondolnak arra, hogy ha a hasonló önmegtagadás bizonyos fizikai eredményekkel jár, akkor megfelelő önfegyelmezés nagy szellemi eredményeket hozhat.
Aszkétikus életmódra nevelhetnek egyes hivatások (tudomány, művészet, versenysport stb.)